# Make my day (プリングミンの曲)
『make my day』（メイク マイ デイ）は、2008年11月26日に発売されたプリングミンの2枚目のシングル。

## 解説
前作から3か月でのシングルとなる。

## 収録曲
1. make my day
作詞：山崎麻由美 作曲/編曲：プリングミン
  - JAPAN COUNTDOWN2008年11月度エンディングテーマ
2. Superstar
作詞：酒井俊輔 作曲/編曲：プリングミン
3. Mr. Johnny B
作詞：酒井俊輔 作曲/編曲：プリングミン

## 楽曲の収録アルバム
- 『プリングミン』（2009年10月7日）